# Тепляки (Свердловская область)
Тепляки — деревня в Шалинском районе Свердловской области России. Входит в Шалинский муниципальный округ.
Ранее деревня входила в состав Рощинского сельсовета Шалинского района.

## География
Деревня Тепляки расположена в 40 километрах к северо-западу от посёлка Шаля (в 81 километре по дороге), в лесной местности. Вдоль южного края деревни протекает река Большая Бизь. Менее чем в километре от деревни Бизь впадает в реку Сылву по правому берегу. 

## Население
| 2002 | 2010 |
| ---- | ---- |
| 15   | ↘2   |